# Sie Ťüe-caj
Sie Ťüe-caj (čínsky pchin-jinem Xiè Juézāi, znaky zjednodušené 谢觉哉, tradiční 謝覺哉; květen 1884 — 15. června 1971) byl čínský komunistický politik a právník, předseda Nejvyššího lidového soudu Čínské lidové republiky (1959–1965), později místopředseda Čínského lidového politického poradního shromáždění (od 1965), předtím ministr vnitra (1949–1959). V letech 1956–1966 byl kandidátem ústředního výboru Komunistické strany Číny, v letech 1966–1969 jeho členem.

## Život
Sie Ťüe-caj se narodil v květnu 1884 v okrese Ning-siang v provincii Chu-nan v zámožné rodině. V mládí se účastnil hnutí 4. května; od roku 1920 vedl Chunanské lidové noviny a začátkem následujícího roku vstoupil do Nové lidové studijní společnosti založené Mao Ce-tungem a dalšími. V roce 1923 vstoupil do Kuomintangu a v roce 1925 do Komunistické strany Číny. Působil v komunistickém tisku v Chu-nanu, byl členem provinčního vedení Kuomintangu, vedl provinční stranickou školu Kuomintangu.
Roku 1928 odjel z Chu-nanu do Šanghaje, kde pracoval v komunistickém tisku, nakrátko byl přeložen do Šen-jangu. Na podzim 1931 odešel do sovětské oblasti Siang-e-si na styku provincií Chu-pej a Chu-nan, kde se stal generálním sekretářem stranického výboru a redaktorem stranických novin. Roku 1932 byl nakrátko zatčen, po propuštění se vrátil do Šanghaje. 1933 přešel do centrální sovětské oblasti, v níž byl jmenován sekretářem ústřední vlády Čínské sovětské republiky. Účastnil se Dlouhého pochodu; po příchodu do Šen-si se koncem roku 1935 stal lidovým komisařem vnitra a generálním sekretářem severozápadní dělnicko-rolnické demokratické vlády, od počátku roku 1937 převzal funkci lidového komisaře spravedlnosti a úřadujícího předsedy Nejvyššího soudu. Od podzimu 1937 vedl úřad komunistické 8. pochodové armády v Lan-čou, roku 1939 převzal funkci zástupce ředitele Ústřední stranické školy. V roce 1940 se stal zástupcem tajemníka byra ÚV KS Číny pro pohraniční oblast Šen-si-Kan-su-Ning-sia, generálním sekretářem vlády oblasti Šen-si-Kan-su-Ning-sia; od roku 1942 zastával úřad místopředsedy zastupitelského sboru oblasti Šen-si-Kan-su-Ning-sia.
V červnu 1946 se stal předsedou výzkumného výboru pro právní otázky při ÚV KS Číny, jako jeden z předních členů právního výboru ÚV KS Číny se podílel na tvorbě legislativy potřebné při vzniku Čínské lidové republiky; v letech 1948–1949 byl členem lidové vlády severní Číny a ministrem spravedlnosti v ní. V září 1949 se zúčastnil prvního zasedání Čínského lidového politického poradního shromáždění. Po vzniku Čínské lidové republiky působil jako ministr vnitra. V letech 1949–1955 byl současně zástupcem tajemníka ústřední kontrolní a disciplinární komise KS Číny. V září 1956 byl na VIII. sjezdu KS Číny zvolen kandidátem ústředního výboru KS Číny. V dubnu 1959 přešel z funkce ministra vnitra na místo předsedy Nejvyššího lidového soudu. Roku 1963 v důsledku nemoci ochrnul, po léčbě se jeho stav zlepšil. Předsedou Nejvyššího lidového soudy byl do ledna 1965, poté pracoval jako místopředseda celostátního výboru Čínského lidového politického poradního shromáždění. V srpnu 1966 byl na zasedání ústředního výboru Komunistické strany Číny převeden z kandidátů mezi členy ústředního výboru (členem ÚV byl do IX. sjezdu roku 1969). Represe během kulturní revoluce se ho nedotkly.
Zemřel 15. června 1971 v Pekingu.